# 葡萄酒壓榨機

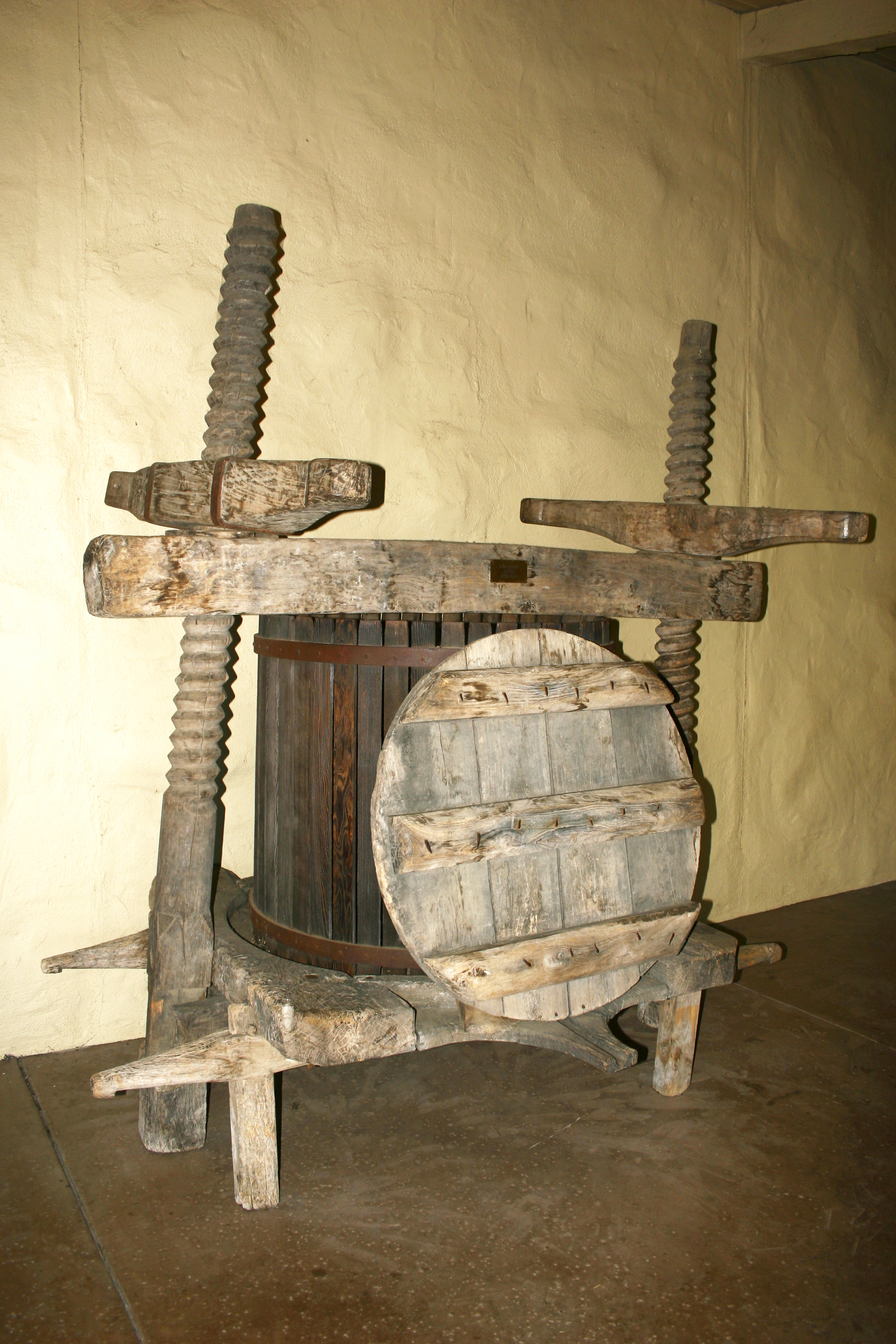
16世纪时期的酒压榨机

葡萄酒壓榨機（Wine press）是葡萄酒釀製過程中一種用來壓榨葡萄酒的機器。雖然有很多不同的葡萄酒壓榨機生產公司，但葡萄酒壓榨機的功能大體相同。葡萄酒壓榨機在壓榨時需控制壓力，避免壓碎葡萄籽和產生單寧。2011年，在亞美尼亞發現了生產於6000年前的葡萄酒壓榨機。